# ProSSpekt
«ProSSpekt» (бел. Праспект, рус. Проспект) — белорусская поп-рок группа. Лауреаты международного музыкального конкурса «Я-звезда-2010». Финалисты национального отборочного тура международного конкурса молодых исполнителей «Новая Волна» 2011 года. Победители «Национальной музыкальной премии» в номинации «Авторский дебют».

## История
Группа образовалась в феврале 2010 года в стенах института журналистики БГУ. В начале своего пути группа называлась «Delirio» и "Professional Spectrum — «Pro.Спект», до тех пор пока не появилась вторая вокалистка Ольга Палюшик, с её приходом группа меняет своё название на «ProSSpekt». Группа много играет в клубах, что помогает музыкантам сыграться, найти своё звучание и первых поклонников. У вокалистов ещё до прихода в группу хватало песен на два полноценных альбома. Однако основным репертуаром первых выступлений являлись оригинальные кавер-версии мировых хитов. Параллельно с выступлениями коллектив работает над своим первым альбомом, который выйдет в ноябре 2011 года под названием «Точка Ком».
Группа «ProSSpekt» состоит из 6-ти человек. Ольга Палюшик — в прошлом ведущая программы «О» и корреспондент программы «120/80 News» на «Первом музыкальном телеканале», тележурналист. Николай Знахарчук — студент Белорусской государственной академии музыки по классу вокала, ранее солировал в других известных белорусских группах. Состав группы несколько раз изменялся и формировался постепенно. Первый и несменный бас-гитарист группы Владимир Разводовский — дважды президентский стипендиат (в области географии и музыки). Лауреат и стипендиат многих республиканских и международных конкурсов. Клавишник группы Альберт Краснов — лауреат 1 премии и Гран-при международных конкурсов пианистов в России, стипендиат благотворительного фонда «Одарённые дети Карелии» главы республики Карелия С. Л. Катанандова. С недавнего времени в группу влились братья Доронкины. Лидер-гитарист группы Артемий Доронкин — студент эстрадного факультета Института современных знаний им. А. М. Широкого по классу гитары, один из организаторов проекта «Virage Guitars». Барабанщик — Егор Доронкин — студент Минского музыкального училища им. Глинки, кандидат в мастера спорта по конному спорту.
Группа сразу же стала прогрессировать в записи первых песен, и выступлениях на многих площадках минских клубов и музыкальных фестивалей. Первым выступлением группы стало 12 февраля 2010 года в клубе «Реактор» на трибьюте группы «Metallica». Первая песня первого выступления группы была «The Unforgiven III» группы «Metallica». Коллектив выступает 23 июля 2010 года на «Пятом Юбилейном слёте байкеров» в Логойске. В первые месяцы существования группа выступала на одной сцене с группами «Леприконсы», «J:МОРС», Петром Елфимовым, Сергеем Лазаревым и группой «Парк Горького». В ноябре 2010 года группа принимает участие в популярном телевизионном проекте «Музыкальный суд», который выходит на телеканале «ОНТ», и попадает в финал. В этой программе участвуют авторы и музыкальные исполнители, которые представляют свой материал на суд телезрителей и членов жюри и по итогам голосования решают, какого автора песня была лучше всех остальных. Также принимают участие в программах «Эстрадный Коктейль» телеканала «ОНТ» и «Звёздный ринг» телеканала «СТВ». В программе «Эстрадный Коктейль» песня «Альфа и Омега» стала лидером по результатам недельного зрительского голосования. В «Звёздном ринге» группа сразилась против Александра Ягья экс-вокалистом группы «Белый Орёл», где одержали победу по итогом оценок жюри и зрительского голосования, набрав более 1000 голосов против 600-ти. Песни «Casanova» и «Must Be Stronger» попадают в ротацию белорусских радиостанций. На радио «Хит-FM» в декабре 2010 года попадают в номинацию «Дебют года» в музыкальной премии «200-пудовый хит». Активно ротирующаяся на радио песня «Casanova» заняла 2-е место 11-го тура международного музыкального конкурса «Я-Звезда», который проходил в Киеве, и вошла в CD-сборник лучших песен украинского конкурса «Я-Звезда». «ProSSpekt» становится финалистом национального отборочного тура международного конкурса молодых исполнителей «Новая Волна» в 2011 году в Юрмале.
12 февраля 2011 года в столичном клубе «JackClub» состоялся концерт посвящён первому дню рождения коллектива.
В июле 2011 года был снят клип на песню «Рэчанька».
3 ноября в клубе «Re:Public» группа презентует дебютный альбом «Точка Ком» и первый видеоклип.
13 декабря 2011 года во Дворце Республики в Минске состоялся гала-концерт «Национальной музыкальной премии» (недоступная ссылка), где группа ProSSpekt стала победителем (из номинированных категориях — «Открытие года», «Авторский дебют», «Приз зрительских симпатий») в номинации «Авторский дебют», как новое имя в белорусском шоу-бизнесе. Кроме того, группа получила специальную статуэтку «Золотая ротация» от радио Пилот FM, что предполагает горячую ротацию в радиоэфире. Это значит, любые песни группы ProSSpekt будут появляться в эфире восемь раз в день в течение месяца. На премии группа исполнила песню «Альфа и Омега».

## Состав
- Николай «Знахарь» Знахарчук — вокал, автор слов и музыки
- Ольга Палюшик — вокал, автор слов и музыки
- Владимир «Vovchik» Разводовский — бас-гитара
- Альберт Краснов — клавиши
- Артемий Доронкин — гитара
- Егор Доронкин — барабаны

## Дискография

### Студийные альбомы
- «Точка Ком»  (2011)

Саунд-продюсирование, аранжировка, запись: Юрий Семко — Минск, Беларусь.
Сведение и мастеринг: Дмитрий Голодко, студия Forz — Минск, Беларусь.
Ольга Палюшик: голос; музыка и тексты (1, 3, 4, 8, 10), продюсирование, концепция.
Николай Знахарчук: голос; музыка и тексты (2, 5, 6, 9, 11), продюсирование, концепция.
В альбом входит 11 композиций, песни звучат на 3-х языках: на русском, белорусском и английском.

## Видеография
- 2011 — «Рэчанька»[18]
- 2012 — «Альфа и Омега»[19]
- 2013 — «My Home Is A Planet»[20]

## Интересные факты
- «ProSSpekt» — третье название группы. В начале 2010-го группа выступала, как «Delirio»[21] и «Pro.Спект (Professional Spectrum)».
- Поклонники и друзья любовно сравнивают их по образам с лисой Алисой и котом Базилио из известной сказки А. Н. Толстого «Буратино».
- Вокалистка группы Ольга Палюшик является профессиональным тележурналистом, за её печами работа на каких телеканалах как: МТРК «Мир»[22] и «Первый музыкальный». Ольга работала и корреспондентом и VJ в разных программах. Популярность получила на ныне несуществующем телеканале «Первый музыкальный», где была долгое время бессменной ведущей программы «О».[23]
- 25 сентября 2010 года в эфире телеканала «ОНТ» состоялась телепремьера песни «Альфа и Омега».[24]
- Настоящее имя вокалиста долгое время скрывали от общественности, все знали его как «Знахарь». Настоящее имя вокалиста — Николай Знахарчук.[25]
- Идея костюмов в виде викингов и лесных знахарей была придумана самой группой. Над костюмами работали белорусские дизайнеры — Катя Утлик и Алина Гайсина.[26]
- Артемий Доронкин был приглашён в качестве актёра клипа «Рэчанька», а потом уже оказалось, что он гитарист, вследствие чего он стал частью коллектива.
- Режиссёром дебютного клипа «Рэчанька» стал Александр Знахарчук — брат Николая Знахарчука.[27]
- Личный рекорд группы — 8 выступлений в день.[28]

## Публикации
- Алена Дзядзюля. На Праспекце музыка без меж // Звязда
- Анастасия Серова. Народная песня «Рэчанька» приобретет современное звучание // БелТА (03.08.2011)
- Анна Новик. ProSSpekt презентовали первый альбом и показали дебютный клип // Ultra-music.com[бел.] (10.11.2011)